# Taxithelium planum
Taxithelium planum är en bladmossart som beskrevs av Mitten 1869. Taxithelium planum ingår i släktet Taxithelium och familjen Sematophyllaceae. Inga underarter finns listade i Catalogue of Life.